# Harald Göransson
För andra betydelser, se Harald Göransson (olika betydelser).
Knut Harald Göransson, född 14 april 1891 i Maria Magdalena församling, Stockholms stad, död 24 november 1952 i Kungsholms församling, var en svensk kommunalpolitiker (Högern), industriborgarråd i Stockholms stad 1940–1950. Dessa år var han även ordförande för Stockholms hamnar, och åren 1940–1948 ordförande i Slakthus- och saluhallsstyrelsen i Stockholm. Han var ledamot av Stockholms stadsfullmäktige från 1942. Riddare av Vasaorden och Dannebrogsorden. Göransson är begravd på Skogskyrkogården i Stockholm.